# Ocoita mina
Ocoita mina is een hooiwagen uit de familie Agoristenidae.